# Jewish News One
Jewish News One (abbreviano in JN1) è stato un canale televisivo all-news che trasmetteva in tutto il mondo via satellite, dedicato ai telespettatori di religione ebraica, con sede a Bruxelles, in Belgio.

## Storia
Jewish News One ha iniziato le proprie trasmissioni via satellite ha iniziato ufficialmente in Europa il 21 settembre 2011. Tuttavia, la rete era stata utilizzata per un certo tempo prima di questa data, con il loro primo uploading video di YouTube come canale già il 7 settembre 2011. Poco dopo il 21 settembre del 2011, la copertura satellitare è stata ampliata per Nord America e in Eurasia.
Il canale non riceveva alcun finanziamento dal governo israeliano. La rete era di proprietà degli ucraini Ihor Kolomojs'kyj e Vadim Rabinovich, presidente e vicepresidente, rispettivamente, della European Jewish Union (EJU), con sede a Bruxelles che è l'organismo delle comunità e organizzazioni ebraiche in Europa.

## Organizzazione

### Uffici
Jewish News One aveva uffici e studi a Bruxelles (dove era situata anche la sede), Kiev e Tel Aviv.
- Alexander Zanzer (Bruxelles)
- Jordana Miller (Tel Aviv)
- Peter Dickinson (Kiev)

### Corrispondenti
- Jordana Miller
- Sivan Raviv

### Personale
- Patrick Evan
- Peter Dickinson (produttore generale)
- Peter Dutczyn
- Valentyna Mala (direttore generale)

## Programmazione
Jewish News One era un canale all-news che trasmetteva 24 ore su 24 un flusso di notizie in particolar modo sul mondo ebraico. Ogni ciclo iniziava con i titoli, proseguiva con notizie e interviste e terminava con un video riguardante una notizia, senza narrazione. Non vi erano interruzioni pubblicitarie.
La programmazione era disponibile solo in lingua inglese, ma Jewish News One aveva annunciato l'intenzione di trasmettere in otto lingue, tra le quali russo, ucraino, francese, spagnolo, ebraico, italiano e tedesco.